# Vicente Macanan Navarra
Vicente Macanan Navarra (sinh 1939) là một Giám mục người Philippines của Giáo hội Công giáo Rôma. Ông nguyên là Giám mục chính tòa Giáo phận Bacolod trước khi về hưu theo quy định về tuổi tác của Giáo luật. Trước đó, ông còn đảm nhận nhiều vai trò như Giám mục Phụ tá Tổng giáo phận Capiz và Giám mục chính tòa Giáo phận Kabankalan.

## Tiểu sử
Giám mục Vicente Macanan Navarra sinh ngày 22 tháng 1 năm 1939 tại Mambusao, thuộc Philippines. Sau quá trình tu học dài hạn tại các cơ sở chủng viện theo quy định của Giáo luật, ngày 7 tháng 4 năm 1962, Phó tế Navarra, 23 tuổi, tiến đến việc được truyền chức linh mục.
Sau hơn 15 năm thực hiện các hoạt động mục vụ trên tư cách là một linh mục, ngày 23 tháng 4 năm 1979, tin tức từ Tòa Thánh cho biết Giáo hoàng đã quyết định bổ sung linh mục Vicente Macanan Navarra vào hàng ngũ các giám mục, với chức vị là giám mục Phụ tá Tổng giáo phận Capiz và danh hiệu Giám mục Hiệu tòa Velefi. Lễ tấn phong cho vị tân chức được tổ chức sau đó vào ngày 26 tháng 6 cùng năm, với phần nghi thức chính yếu được cử hành bời ba giáo sĩ cấp cao. Chủ phong cho vị tân chức là Tổng giám mục Antonio Floro Frondosa, Tổng giám mục chính tòa Capiz. Hai vị khác với vai trò phụ phong gồm có Giám mục Amado Paulino y Hernandez, Giám mục Phụ tá Tổng giáo phận Manila và Giám mục Alberto Jover Piamonte, Giám mục phụ tá Tổng giáo phận Jaro. Tân giám mục chọn cho mình châm ngôn:Adsum meam Domini.
Tám năm phục vụ tại Capiz của Giám mục Navarra kết thúc bằng quyết định của Tòa Thánh cho phổ biến ngày 21 tháng 11 năm 1987, qua đó, Giáo hoàng đã quyết định thuyên chuyển Giám mục Navarra làm Giám mục chính tòa Giáo phận Kabankalan.
Sau 14 năm trên cương vị là một người cha tinh thần của Giáo phận Kabankalan, Tòa Thánh một lần nữa quyết định thuyên chuyển Giám mục Navarra, và lần này thì chuyển đến Giáo phận Bacolod, vị trí Giám mục chính tòa. Quyết định được cho phổ biến vào ngày 24 tháng 5 năm 2001.
Sau đúng 15 năm phục vụ tại Bacolod trên cương vị là giám mục chính tòa, nhân dịp kỉ niệm 15 năm nhận Giáo phận, Tòa Thánh đã công bố việc chấp thuận đơn xin về hưu của Giám mục Navarra, 76 tuổi, theo quy định của Giáo luật về tuổi tác.